# Estat federal

Mapa que mostra els estats federats

Un estat federal o Estat Federal, també anomenat federació (del llatí: fœdus 'pacte'), és una unió d'un nombre específic d'estats o regions parcialment autònomes unides per un govern central ("federal"). En una federació, l'estatus d'autonomia dels estats o regions que la constitueixen, normalment és reconegut constitucionalment i no pot ser alterat per una decisió unilateral del govern central. Les federacions es conformen usualment per acord entre els estats i/o regions sobiranes, encara que no sempre gaudeixen del dret a la secessió de manera unilateral.
Atès que una federació combina un govern compartit i autonomia per a les unitats constituents, que mantenen la seva identitat i distinció, cada cop més nacions han arribat a veure alguna forma de federalisme com la institució més propera a la realitat multinacional del món contemporani. Els membres constituents d'un Estat federal o Federació es coneixen genèricament com a estats federats.

## Federalisme i federació
El federalisme és marc normatiu i filosòfic que implica la defensa dels principis federals, un gènere d'organització política que abasta una varietat d'espècies, incloent federacions, confederacions, estats associats, sindicats, lligues, condominis, regionalització constitucional i regles pròpies constitucionals, mentre que una federació és un terme descriptiu que fa referència a un tipus particular de relació institucional oposada a la forma de govern o l'estructura constitucional d'un estat unitari, i és una institució del gènere més ampli de federalisme.

## Naturalesa i formació

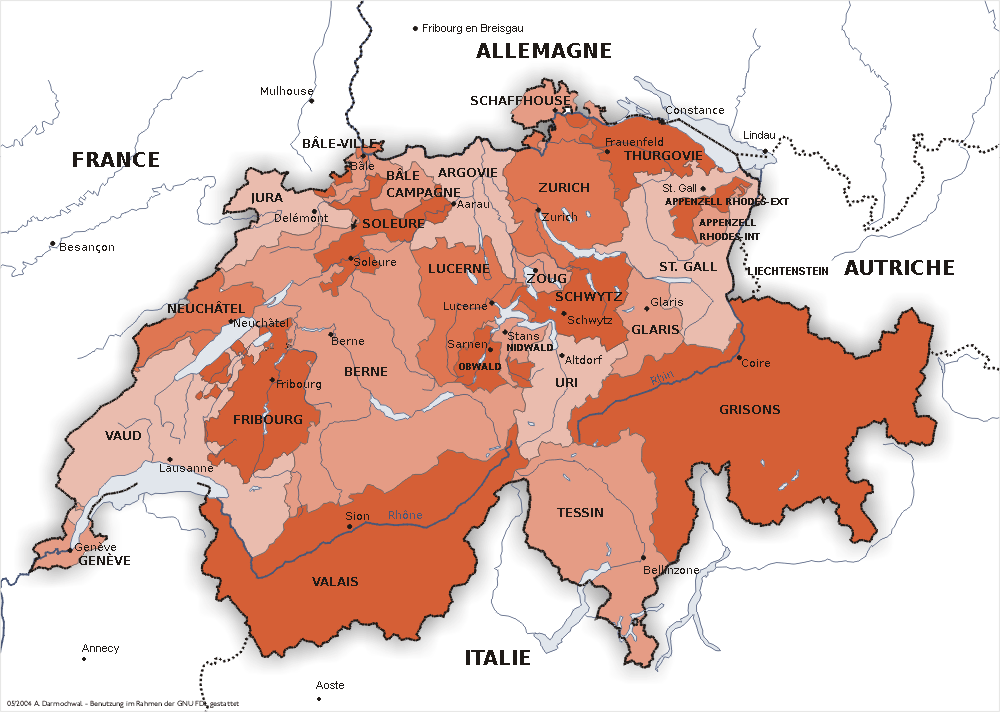
La Confederació Suïssa i els seus cantons

En una federació, els estats o regions integrants es reconeixen com a entitats sobiranes, ja que gaudeixen de poders exclusius que no poden ser exercitats pel govern central. Tanmateix les federacions són més que no pas una aliança feble d'estats o regions independents. Els estats o regions que constitueixen una federació cedeixen llurs drets quant a la política i representació exterior, i no gaudeixen d'un estatus independent sota el dret internacional.
Les federacions sovint mostren una estructura de govern compartit de dos nivells dins una jurisdicció: el poder federal i els poders estatals o regionals. Les excepcions a aquesta regla són aquelles entitats federals que es troben sota el control directe (o més directe) del govern federal com és el cas dels territoris autònoms del Canadà o Austràlia, els territoris de la Unió de l'Índia o el Ciutat de Mèxic de Mèxic. Si l'autonomia dels estats o regions constituents de les federacions difereix entre elles, les federacions són asimètriques, encara que tinguin el mateix estatus constitucional.
Una federació sovint sorgeix a partir d'un acord inicial entre diversos estats o regions independents amb el propòsit o la voluntat de resoldre problemes mutus o per proveir-se d'una defensa mútua i una identitat internacional unificada. Aquest va ser el cas dels Estats Units, el Canadà, Mèxic i Suïssa. Per altra banda, altres federacions van sorgir com a reestructuració d'un Estat unitari, com a nou model per descentralitzar les funcions i els poders de govern, com va ser el cas del Brasil i Bèlgica. Tanmateix, si la devolució de poders a les regions constituents d'un Estat –i el dret a revocar-los– és una prerrogativa del govern central, llavors aquests Estats encara es consideren Estats unitaris amb descentralització funcional regional. En aquest sentit la diferència principal és que les regions constituents de les federacions cedeixen alguns drets i prerrogatives al govern central, el qual té poders limitats, mentre que les regions constituents dels Estats unitaris amb descentralització funcional reben alguns drets i prerrogatives del govern central i, per tant, llurs poders són limitats.
En molts casos, però no sempre, els estats federals responen a la composició multinacional de l'Estat.

## Constitució política

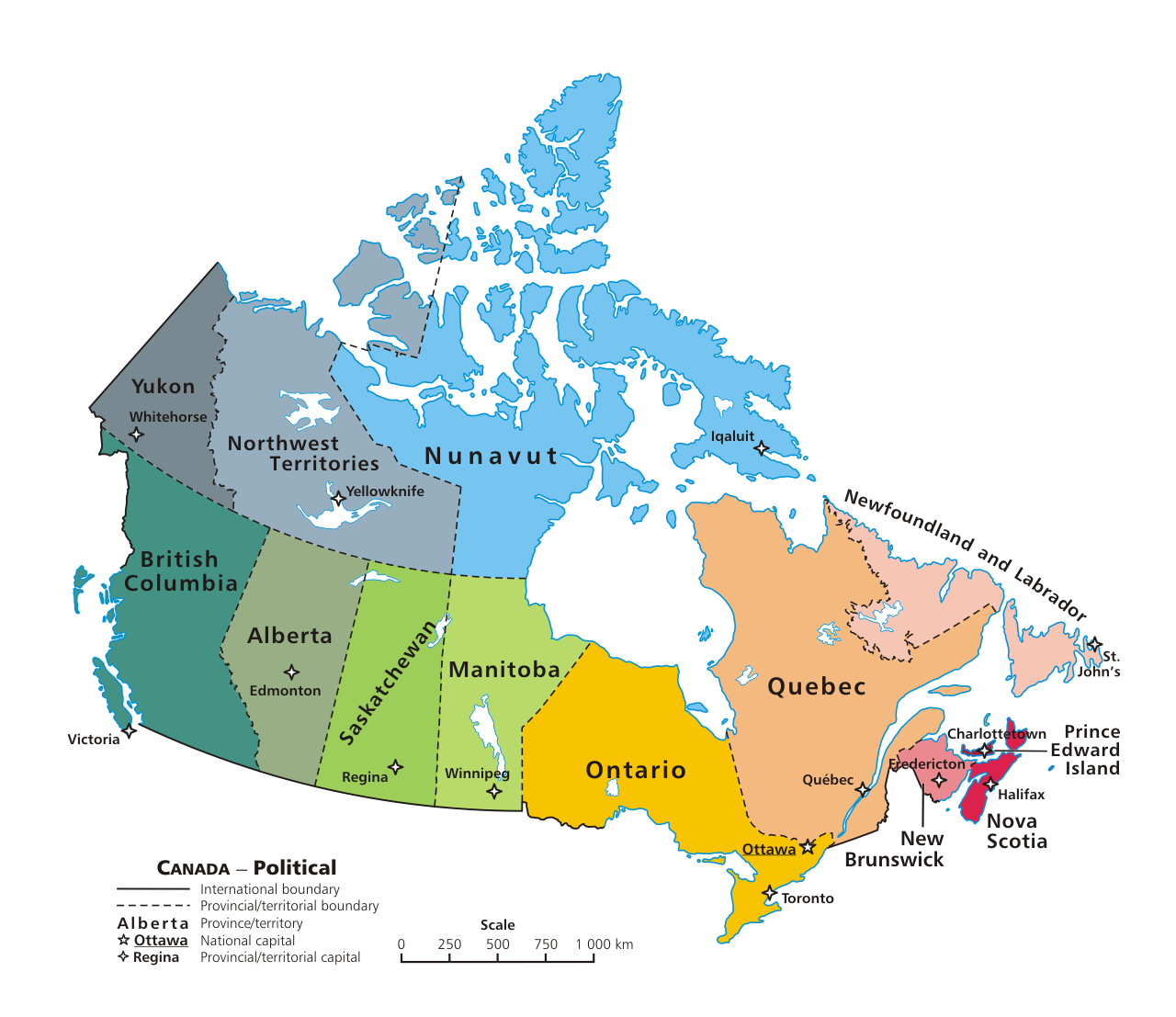
Al Canadà, les províncies gaudeixen dels poders explícitament atorgats per la constitució

En una federació, la divisió de poders entre els governs federals i regionals s'estableix en la constitució, i per tant, el dret a l'autonomia dels estats o regions constituents de les federacions és afermat constitucionalment. Els estats o regions constituents d'una federació també posseeixen una constitució pròpia la qual poden esmenar, redactar o renovar de manera unilateral, encara que la constitució federal té precedència i, per tant, no ha de contradir-la. No obstant això, les constitucions federals sovint només estableixen les competències federals, mentre que les constitucions regionals abasten temes molt més específics i la seva autonomia s'estén als àmbits fiscal i judicial –aquesta última amb l'elaboració de codis civil i penal únics i la formació de cossos de policia independents. De la mateixa manera, el govern federal no pot intervenir en els assumptes dels estats o regions, ni pot revocar o dissoldre llurs poders de govern, tret que hi hagi una clara cessació de poders o una violació de les competències federals. Una excepció a aquesta regla ha estat l'Argentina, el govern central del qual ha intervingut en diverses ocasions a les províncies en casos de corrupció i no necessàriament per una clara cessació de poders.
En gairebé totes les federacions el govern central gaudeix dels poders per a controlar la política exterior i la defensa de l'Estat federat o Unió. Si aquesta característica no es compleix, la federació no es consideraria un sol Estat sobirà, d'acord amb la definició de les Nacions Unides. A més d'aquesta característica, la divisió de poders entre el govern central i els governs estatals o regionals varia d'Estat a Estat. La constitució dels Estats Units, per exemple, estableix que tots els poders que no hagin estat atorgats explícitament al govern federal, pertanyen als governs dels estats constituents. La constitució del Canadà, per contra, estableix que els poders que no hagin estat atorgats explícitament a les províncies canadenques, són retinguts pel poder central. A Alemanya, la divisió de poders es basa més en contingut que no pas en l'administració: el govern federal estableix les directrius que han de seguir els Länder, els quals decideixen la manera en què les implementaran. A Mèxic, les entitats federatives no gaudeixen de plena autonomia fiscal i moltes de llurs competències són clarament establertes per la constitució.
Si tots els estats o regions constituents d'una federació gaudeixen dels mateixos poders, la seva estructura es coneix com a "federalisme simètric". Un "federalisme asimètric" existeix si els estats o regions gaudeixen de diferents graus d'autonomia i poders els un dels altres, sovint en reconeixement de l'existència d'una cultura o identitat ètnica distinta o dels rets o privilegis conferits històricament.
És un tret comú que durant l'evolució històrica de les federacions hi hagi un moviment gradual de poder des dels estats o regions constituents cap al centre, en requerir, el govern central, de poders addicionals per resoldre circumstàncies imprevistes. El govern federal o central adquireix nous poders per mitjà d'esmenes constitucionals o per l'ampliació d'una interpretació dels poders constitucionals existents segons el dictamen de les Corts Surpremes.
Usualment, una federació es forma en dos nivells que comparteixen el poder: el govern central i les regions (estats, províncies i/o territoris). Brasil, n'és una excepció, ja que la constitució de 1988 ha inclòs als municipis com a entitats polítiques plenament autònomes en un federalisme tripartit: la Unió, els estats constituents i les municipalitats. Cada estat brasiler està dividit en municipis amb consells legislatius propis (câmara de vereadores) i un batlle (prefeito) autònoms i jeràrquicament independents dels governs federals i dels estats. Cada municipalitat té una llei orgànica constitucional. La Constitució dels Estats Units, per contra, no defineixen cap mena de divisió administrativa de segon ni tercer nivell, ans és una prerrogativa de cada estat i, per tant, l'organització interna pot variar entre ells. La constitució de Mèxic és un cas intermedi, ja que l'autonomia dels municipis és garantida per la constitució federal i no pot ser revocada per la constitució dels estats.
Les federacions sovint fan ús de la paradoxa de ser una unió d'estats i alhora un Estat. Per exemple, James Madison, un dels autors de la constitució dels Estats Units, va escriure en el Paper Federalista No.39 que la constitució dels Estats Units "no és, estrictament, ni una constitució nacional ni una constitució federal ans una combinació d'ambdues. En el seu fonament, és federal i no pas nacional; en els recursos dels quals els poders ordinaris del Govern s'extreuen és parcialment federal i parcialment nacional..." Aquesta paradoxa sorgeix del fet que els estats d'una federació conserven tota la sobirania que no cedeixin a la federació voluntàriament (p. ex. la desena esmena a la constitució dels Estats Units, o l'article tercer de la constitució de la Confederació Suïssa). Aquesta dualitat de sobirania entre la federació i els estats constituents sovint dificulten la diferenciació entre el que constitueix un estat sobirà i un estat no-sobirà.

## Representació dels estats constituents d'una federació

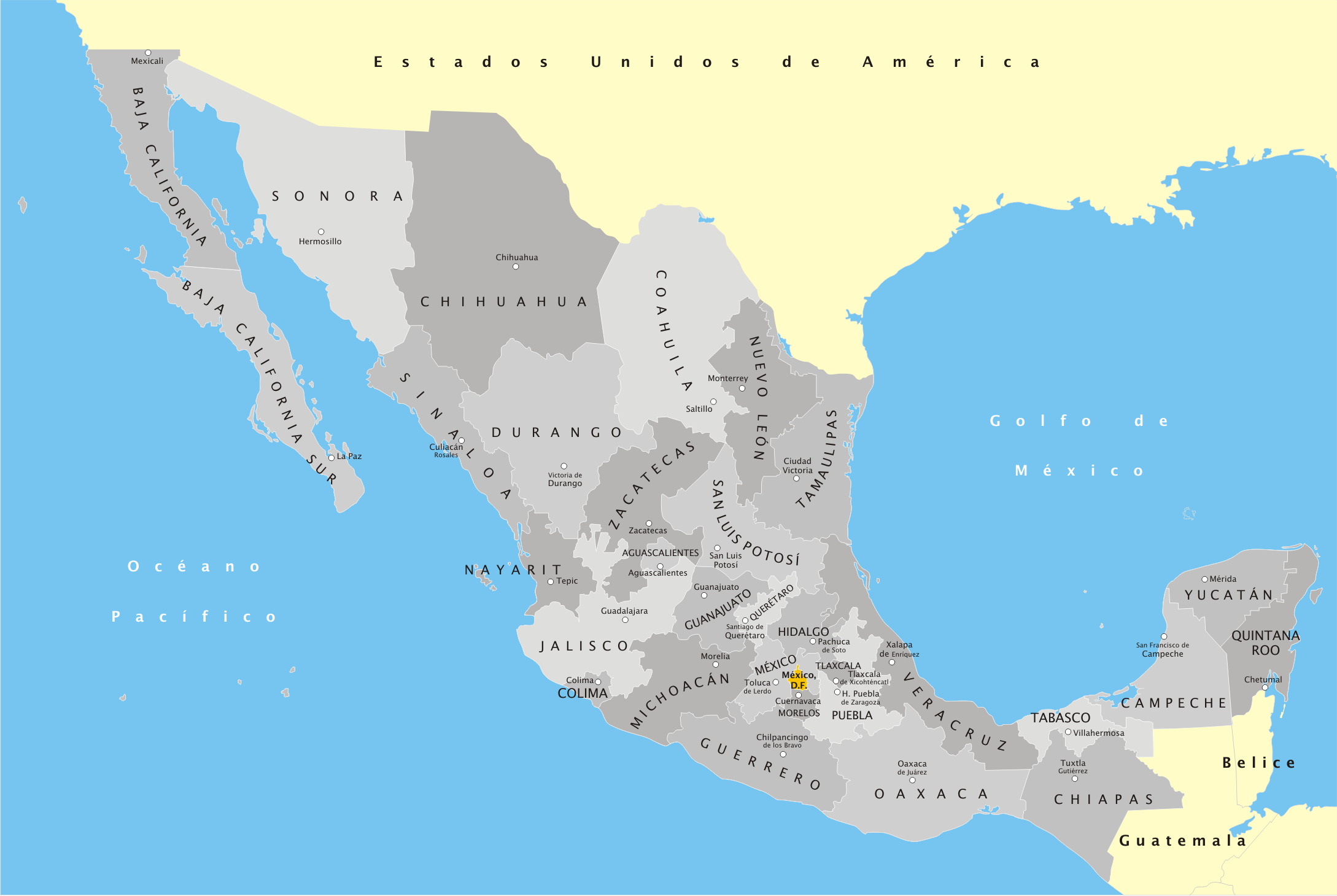
Els Estats Units Mexicans són representats de manera equitativa en el Senat

L'estructura política de la majoria dels governs federals estableixen mecanismes per a protegir els drets dels estats constituents. Un mètode, conegut com el "federalisme intraestatal", consisteix a representar directament els governs dels estats constituents en les institucions polítiques federals. Per exemple, si la federació ha establert un sistema legislatiu bicameral, la cambra alta sovint representa els estats o regions constituents de la federació mentre que la cambra baixa representa al poble sencer. Així, les cambres altes, com és el cas dels senats dels Estats Units, Austràlia o Mèxic, són formades per un nombre idèntic de representants per estat independentment de llur població. De manera alternativa, els membres d'una cambra alta poden ser delegats dels governs estatals mateixos com és el cas del Bundesrat alemany. Les cambres baixes de totes, són formades per membres electes en proporció a la població.
Per a canviar o esmenar la constitució federal, existeixen diferents procediments que garanteixen la representació de tots els estats. Per exemple, una esmena constitucional als Estats Units després de ser aprovada pel Congrés federal, ha de ser ratificada pel 75% del total de les legislatures dels estats constituents i a Mèxic pel 50%. D'aquesta manera, la naturalesa autònoma dels estats, mai no podrà ser abolida sense el seu consentiment. A Austràlia i Suïssa, a més de ser aprovades per referèndums, les esmenes han d'aconseguir l'aprovació de la majoria de la població de cada un dels estats o cantons constituents de la federació, respectivament. Finalment, algunes modificacions de caràcter extraordinari han de rebre el suport unànime de tots els estats o regions constituents de la federació. Al Canadà, una esmena per modificar el paper de la monarquia requereix el consentiment unànime de totes les províncies. A Alemanya hi ha una llei orgànica bàsica que prohibeix qualsevol esmena que abolís el sistema federal.

## Federacions actuals
- la República Federal d'Alemanya, constituïda per 16 estats o Länder,
- la República Argentina, constituïda per 23 províncies i una ciutat autònoma,
- la Mancomunitat d'Austràlia, constituïda per 6 estats i diversos territoris,
- la República d'Àustria, constituïda per 9 estats o Bundesländer,
- el Regne de Bèlgica, constituïda per 3 comunitats, 3 regions i quatre àrees lingüístiques,
- la República de Bòsnia i Hercegovina, constituïda per dues entitats i un districte descentralitzat independent,
- la República del Brasil, constituïda per 26 estats i un Districte Federal,
- el Canadà, constituït per 10 províncies i 3 territoris,
- la Unió de Comores, constituïda per tres illes,
- els Emirats Àrabs Units, una federació constituïda per 7 emirats,
- la República Democràtica Federal d'Etiòpia, constituïda per 9 regions i dues ciutats forals,
- els Estats Units d'Amèrica, una federació constituïda per 50 estats, un districte federal i altres estats associats,
- la República de l'Índia, constituïda per 28 estats i 3 territoris de la Unió,
- la República Federal d'Iraq, constituïda per 18 o províncies i una regió autònoma,
- Malàisia, constituïda per 13 estats i 3 territoris federals,
- els Estats Units Mexicans, una federació constituïda per 31 estats i un Ciutat de Mèxic,
- els Estats Federats de Micronèsia, una federació constituïda per quatre estats,
- l'Estat de Nepal, constituït per 14 zones i 75 districtes,
- el Regne dels Països Baixos, constituït per tres estats o països: els Països Baixos, les Antilles Neerlandeses i Aruba,
- la República Federal de Nigèria, constituïda per 36 estats i un territori,
- la República Islàmica de Pakistan, constituïda per quatre províncies i quatre territoris federals,
- la Federació Russa, constituïda per 48 óblasts, 21 repúbliques, 7 districtes autònoms, 7 territoris o kraigs, i 2 ciutats federals,
- la Federació de Saint Kitts i Nevis, constituïda per 2 illes i 14 parròquies,
- la República del Sudan, constituïda per 26 estats,
- la Confederació Suïssa, constituïda per 26 cantons, i
- la República Bolivariana de Veneçuela, constituïda per 23 estats, una dependència federal i un districte federal segons la seva constitució, encara que en la realitat és un estat molt centralitzat per noves lleis promogudes per l'estat